# Tupac Amaru
Tupac Amaru (ur. 1545, zm. 24 września 1572) – ostatni, dziewiętnasty król i przywódca Inków (Sapa Inca). Uwięziony i stracony (przez ścięcie) przez hiszpańskich kolonizatorów.
Jego ojcem był Manco Inca, kapłan rodzimych wierzeń, zdecydowany przeciwnik chrześcijaństwa. W 1571 po śmierci brata Titu Cusi Tupac Amaru objął przywództwo nad Inkami i prowadził partyzancką walkę z Hiszpanami. 
Dwieście lat po śmierci Tupaca Amaru jego imię przyjął uznawany za jego potomka José Gabriel Condorcanqui, który jako Tupac Amaru II, podobnie jak przodek, stanął na czele antyhiszpańskiego powstania.